# Eredivisie 2013/14/Transfers winter
Dit is een lijst van transfers uit de Nederlandse Eredivisie in de winter in het seizoen 2013/14. Hierin staan alleen transfers die clubs uit de Eredivisie hebben voltooid.
De transferperiode duurt van 1 januari 2014 tot en met 31 januari. Deals mogen op elk moment van het jaar gesloten worden, maar de transfers zelf mogen pas in de transferperiodes plaatsvinden. Transfervrije spelers (spelers zonder club) mogen op elk moment van het jaar gestrikt worden.
| Speler                           | Nationaliteit    | Oude club              | Nieuwe club         | Extra        |
| -------------------------------- | ---------------- | ---------------------- | ------------------- | ------------ |
| Rochdi Achenteh                  | Marokko          | PEC Zwolle             | Vitesse             |              |
| Juan Agudelo                     | Verenigde Staten | Stoke City             | FC Utrecht          | verhuurd     |
| Fahd Aktaou                      | Nederland        | sc Heerenveen          | Almere City FC      | verhuurd     |
| Stephan Andersen                 | Denemarken       | Real Betis             | Go Ahead Eagles     | verhuurd     |
| Thomas Azevedo                   | België           | Oud-Heverlee Leuven    | Go Ahead Eagles     | verhuurd     |
| Rubén Bentancourt                | Uruguay          | PSV                    | Atalanta Bergamo    |              |
| Aleksandar Boljević              | Montenegro       | FK Zeta                | PSV                 |              |
| Mirco Born                       | Duitsland        | FC Twente              | Viktoria Köln       | verhuurd     |
| Torgeir Børven                   | Noorwegen        | Vålerenga IF           | FC Twente           |              |
| Daan Bovenberg                   | Nederland        | N.E.C.                 | onbekend            |              |
| Kevin Brands                     | Nederland        | SC Cambuur             | Willem II           | was verhuurd |
| Michel Breuer                    | Nederland        | N.E.C.                 | Sparta Rotterdam    | verhuurd     |
| Geoffrey Castillion              | Nederland        | AFC Ajax               | N.E.C.              | verhuurd     |
| Sekou Cissé                      | Ivoorkust        | Feyenoord              | KRC Genk            |              |
| Giorgi Chanturia                 | Georgië          | Vitesse                | CFR Cluj            |              |
| Pavel Čmovš                      | Tsjechië         | N.E.C.                 | Levski Sofia        |              |
| Cristián Cuevas                  | Chili            | Vitesse                | FC Eindhoven        | verhuurd     |
| Brahim Darri                     | Nederland        | Vitesse                | De Graafschap       | verhuurd     |
| Jordy van Deelen                 | Nederland        | Feyenoord              | FC Dordrecht        | verhuurd     |
| Matthieu Delpierre               | Frankrijk        | TSG 1899 Hoffenheim    | FC Utrecht          |              |
| Christian Dorda                  | Duitsland        | Heracles Almelo        | FC Utrecht          |              |
| Uroš Đurđević                    | Servië           | FK Rad                 | Vitesse             |              |
| Magnus Wolff Eikrem              | Noorwegen        | sc Heerenveen          | Cardiff City        |              |
| Mimoun Eloisghiri                | Nederland        | PEC Zwolle             | FC Lienden*         |              |
| Eyong Enoh                       | Kameroen         | AFC Ajax               | Antalyaspor         | verhuurd     |
| Daniel Geissler                  | Oostenrijk       | sc Heerenveen          | Schalke 04 II       |              |
| Robin Gosens                     | Duitsland        | Vitesse                | FC Dordrecht        | verhuurd     |
| Danzell Gravenberch              | Nederland        | AFC Ajax               | N.E.C.              | verhuurd     |
| Zarko Grbović                    | Montenegro       | FK Mogren Budva        | FC Twente           | verhuurd     |
| Ridgeciano Haps                  | Nederland        | AZ                     | Go Ahead Eagles     | verhuurd     |
| Jonas Heymans                    | België           | AZ                     | Willem II           | verhuurd     |
| Danny Hoesen                     | Nederland        | AFC Ajax               | PAOK Saloniki       | verhuurd     |
| Sam Hutchinson                   | Engeland         | Vitesse                | Chelsea             | was verhuurd |
| Anco Jansen                      | Nederland        | De Graafschap          | Roda JC Kerkrade    |              |
| Emil Johansson                   | Zweden           | FC Groningen           | Sandnes Ulf         |              |
| Gaël Kakuta                      | Frankrijk        | Vitesse                | Chelsea             | was verhuurd |
| Athanasios Karagounis            | Griekenland      | Atromitos              | PEC Zwolle          |              |
| Burak Kardes                     | Turkije          | PSV                    | Ankaraspor          |              |
| Kevin van Kippersluis            | Nederland        | FC Utrecht             | SBV Excelsior       | verhuurd     |
| Danny Koevermans                 | Nederland        | clubloos               | FC Utrecht          |              |
| Zakaria Labyad                   | Marokko          | Sporting Lissabon      | Vitesse             | verhuurd     |
| Boban Lazić                      | Nederland        | AFC Ajax               | Olympiakos Piraeus  |              |
| Dennis Lemke                     | Duitsland        | RKC Waalwijk           | SV Babelsberg 03    |              |
| Timo Letschert                   | Nederland        | FC Groningen           | Roda JC Kerkrade    |              |
| Youri Loen                       | Nederland        | N.E.C.                 | FC Dordrecht        | verhuurd     |
| Anthony Lurling                  | Nederland        | NAC Breda              | sc Heerenveen       |              |
| Denis Mahmudov                   | Macedonië        | Excelsior '31          | PEC Zwolle          |              |
| Stanislav Manolev                | Bulgarije        | PSV                    | Kuban Krasnodar*    |              |
| Elvis Manu                       | Nederland        | Feyenoord              | SC Cambuur          | verhuurd     |
| Maarten Martens                  | België           | AZ                     | PAOK Saloniki       |              |
| Uroš Matić                       | Servië           | SL Benfica             | NAC Breda           |              |
| Paul Mulders                     | Filipijnen       | clubloos               | SC Cambuur          |              |
| Yoëll van Nieff                  | Nederland        | FC Dordrecht           | FC Groningen        | was verhuurd |
| Lasse Nielsen                    | Denemarken       | Aalborg BK             | N.E.C.              |              |
| Marcus Nilsson                   | Zweden           | FC Utrecht             | Kalmar FF           | verhuurd     |
| Bartholomew Ogbeche              | Nigeria          | clubloos               | SC Cambuur          |              |
| Marco Pappa                      | Guatemala        | sc Heerenveen          | Seattle Sounders FC |              |
| Simon Poulsen                    | Denemarken       | UC Sampdoria           | AZ                  |              |
| Berry Powel                      | Nederland        | Elche CF               | Heracles Almelo     |              |
| Fernando Quesada                 | Spanje           | clubloos               | FC Utrecht          |              |
| Jonathan Reis                    | Brazilië         | Vitesse                | onbekend            |              |
| Ronnie Reniers                   | Nederland        | PEC Zwolle             | FC Eindhoven        | verhuurd     |
| Daniël de Ridder                 | Nederland        | clubloos               | RKC Waalwijk        |              |
| Eloy Room                        | Nederland        | Go Ahead Eagles        | Vitesse             | was verhuurd |
| Geert Arend Roorda               | Nederland        | N.E.C.                 | Sparta Rotterdam    | verhuurd     |
| Bryan Ruiz                       | Costa Rica       | Fulham FC              | PSV                 | verhuurd     |
| Trent Sainsbury                  | Australië        | Central Coast Mariners | PEC Zwolle          |              |
| Francisco Santos da Silva Júnior | Portugal         | Vitesse                | Strømsgodset IF     | verhuurd     |
| Alex Schalk                      | Nederland        | NAC Breda              | PSV                 | verhuurd     |
| Bob Schepers                     | Nederland        | FC Utrecht             | SC Cambuur          | verhuurd     |
| Oebele Schokker                  | Nederland        | SC Cambuur             | FC Emmen            | verhuurd     |
| Rik Schouw                       | Nederland        | PSV                    | Achilles '29        |              |
| Joeri Schroyen                   | Nederland        | Go Ahead Eagles        | VVV-Venlo           | verhuurd     |
| Harmeet Singh                    | Noorwegen        | Feyenoord              | Molde FK*           |              |
| Denzel Slager                    | Nederland        | RKC Waalwijk           | Coventry City       |              |
| Rodney Sneijder                  | Nederland        | RKC Waalwijk           | Almere City FC      |              |
| Wouter Soomer                    | Nederland        | PSV                    | FC Utrecht          | verhuurd     |
| Yoshiaki Takagi                  | Japan            | FC Utrecht             | Shimizu S-Pulse     |              |
| Kenny Teijsse                    | Nederland        | FC Utrecht             | Helmond Sport       | verhuurd     |
| David Texeira                    | Uruguay          | FC Groningen           | FC Dallas           |              |
| Adnane Tighadouini               | Marokko          | Vitesse                | NAC Breda           |              |
| Ola Toivonen                     | Zweden           | PSV                    | Stade Rennais       |              |
| Bertrand Traoré                  | Burkina Faso     | Chelsea                | Vitesse             | verhuurd     |
| William Troost-Ekong             | Nederland        | FC Groningen           | FC Dordrecht        | verhuurd     |
| Jordy Tutuarima                  | Nederland        | N.E.C.                 | FC Oss              | verhuurd     |
| Szabolcs Varga                   | Hongarije        | MTK Boedapest          | sc Heerenveen       |              |
| Vincent Vermeij                  | Nederland        | AFC Ajax               | De Graafschap       |              |
| Theo Vogelsang                   | Duitsland        | clubloos               | PEC Zwolle          |              |
| Yanic Wildschut                  | Nederland        | sc Heerenveen          | ADO Den Haag        | verhuurd     |
| Jurjan Wouda                     | Nederland        | FC Emmen               | RKC Waalwijk        |              |
| Felitciano Zschusschen           | Nederland        | FC Twente              | FC Dordrecht        | verhuurd     |

*Het contract van deze speler werd ontbonden binnen de Nederlandse transferperiode, het contract met de nieuwe club werd getekend na de Nederlandse transferdeadline.
2007/08 (zomer · winter) · 
2008/09 (zomer · winter) · 
2009/10 (zomer · winter) · 
2010/11 (zomer · winter) · 
2011/12 (zomer · winter) · 
2012/13 (zomer · winter) · 
2013/14 (zomer · winter) · 
2014/15 (zomer · winter) · 
2015/16 (zomer · winter) · 
2016/17 (zomer · winter) ·
2017/18 (zomer · winter) ·
2018/19 (zomer · winter) ·
2019/20 (zomer · winter) ·
2020/21 (zomer · winter) ·
2021/22 (zomer · winter) ·
2022/23 (zomer · winter) ·
2023/24 (zomer · winter) ·
2024/25 (zomer · winter) ·